# Barão de Campanhã
Barão de Campanhã é um título nobiliárquico criado por D. Maria II de Portugal, por Decreto de 20 e Carta de 25 de Junho de 1835, em favor de Baltasar de Almeida Pimentel, depois 1.º Visconde de Campanhã e 1.º Conde de Campanhã.
Titulares
1. Baltasar de Almeida Pimentel, 1.º Barão, 1.º Visconde e 1.º Conde de Campanhã.